# 学院传说之三生三世桃花缘
《学院传说之三生三世桃花缘》（英語：Taohua Yuan），2017年中国偶像剧。由任言恺、张雅钦、陈秋实、黄子星领衔主演，2017年1月26日于乐视视频首播。

## 播出时间

### 首播
| 频道     | 所在地   | 播映日期      | 播出时间 | 备注 |
| -------- | -------- | ------------- | -------- | ---- |
| 乐视视频 | 中国大陆 | 2017年1月26日 |          |      |

## 演员列表

### 主要演员
| 演员   | 角色   | 介绍                                               | 登场集数             |
| 任言恺 | 苗李   | 碧溪學院校草 喜歡汪蘭 被蘇嬌嬌喜歡                 |                      |
| 任言恺 | 李苗   |                                                    | 8-9，23              |
| 任言恺 | 道一   | 上古時期的道士                                     | 1， 36-37， 40       |
| 张雅钦 | 汪兰   | 碧溪學院大一新生 喜歡苗李 跟小桃是室友             |                      |
| 张雅钦 | 蘇靜兒 |                                                    | 8-9                  |
| 张雅钦 | 九尾   | 狐族首領                                           | 1， 36-37， 39       |
| 陈秋实 | 白龙   | 龍族少主 喜歡汪蘭                                  |                      |
| 黄子星 | 小桃   | 仙族 碧溪學院大一新生 流雲徒弟 喜歡胡離 蘇靜兒丫鬟 | 1-24， 26-35， 37-40 |

### 其他演员
| 演员   | 角色   | 介绍                                          | 登场集数                                            |
| 陈斯琪 | 胡离   | 狐族 喜歡小桃                                 |                                                     |
| 陳德修 | 皓月   | 仙族(月老) 流雲師弟 小桃師叔 碧溪學院英文老師 | 2.4-16.20.22-24.26-28.30-40                         |
| 熊梓淇 | 流云   | 仙族(兔子) 小桃師父 皓月師兄 碧溪學院校醫     | 3 - 5.8 - 9.11 - 12、14.16.22 - 24.27.31.35.37 - 40 |
| 王艺霏 | 苏娇娇 | 碧溪學院學生 擊劍社社員 喜歡苗李              |                                                     |
| 蔡照   | 朱良辰 | 碧溪學院學生 擊劍社社長 喜歡蘇嬌嬌            |                                                     |

## 网络剧歌曲
| 曲别   | 歌名     | 演唱者       | 作词   | 作曲   |
| 推广曲 | 花开树下 | 汪东城       | 陳德修 | 陳德修 |
| 主题曲 | 桃花缘记 | 黄龄         | 金龍魚 | 丟子   |
| 片尾曲 | 当你远行 | 陈秋实、蔡照 | 金龍魚 | 丟子   |